# Myopsina
Myopsina – takson obejmujący głowonogi zaliczane do kałamarnic, tradycyjnie klasyfikowany w randze podrzędu, a przez niektórych systematyków podnoszony do rangi rzędu Myopsida. Zaliczane tutaj kałamarnice nazywane są kalmarami nerytycznymi (szelfowymi), ponieważ zamieszkują wody nad szelfem kontynentalnym. 
Klasyfikowane są w rodzinach:
- Australiteuthidae
- Loliginidae – kalmarowate

Pierwsza z nich obejmuje tylko jeden gatunek: Australiteuthis aldrichi.